# 猫騙し
猫騙し（ねこだまし）とは相撲の戦法の一種である。

## 解説
立合いと同時に相手力士の目の前に両手を突き出して掌を合わせて叩くもので、相手の目をつぶらせることを目的とする奇襲戦法の一つ。相手に隙を作らせ、自ら有利な体勢を作るために使われる。普通の立合いではかなわないような、はるかに強い相手に対する一発勝負に使われるが、失敗すると一気に持って行かれてしまう可能性がある。
なお、これ自体はあくまで相撲の戦法の一つで、決まり手とはならない。万一、相手力士がこれに驚いたあまり倒れてしまっても、決まり手はつきひざや腰砕けになる。
主な幕内の取組では、
- 1899年（明治32年）5月場所5日目、前頭4枚目の大見嵜が関脇梅ノ谷（後の横綱二代目梅ヶ谷）に
- 1943年（昭和18年）1月場所9日目、前頭4枚目九州山が大関名寄岩に
- 1962年（昭和37年）11月場所5日目、前頭4枚目出羽錦が横綱大鵬に

対して仕掛けた。
平成以降では、舞の海（1991年〈平成3年〉9月場所6日目の前頭5枚目琴ヶ梅戦、同年11月場所千秋楽の前頭二枚目水戸泉戦など）や、皇司（2001年〈平成13年〉7月場所9日目、横綱武蔵丸戦）などが比較的多く用いていた。
上位力士では、三重ノ海と貴景勝が大関時代にそれぞれ横綱北の湖・照ノ富士にやっているが、敗れている。2015年（平成27年）11月場所10日目に横綱白鵬が関脇栃煌山に対して猫騙しを2度も行って勝利し、藤島審判長からは「まさかという感じ、普通は小兵が奇襲でやるもの」と指摘され、北の湖理事長からも苦言を呈されている。
柔道家の醍醐敏郎は柔道では双手刈の際に使用することを得意とした選手もいたと1990年に語っている。
昭和30年代半ばまでは、猫騙しの語は立ち合いで手を叩く行為ではなく、外襷反りのことを指していた。